# Au Crocodile (restaurant)
Pour les articles homonymes, voir Crocodile (homonymie).
Au Crocodile est un restaurant gastronomique situé à Strasbourg, en France.

## Histoire
Émile Jung et son épouse Monique reprennent le Crocodile en 1971, après avoir obtenu une première étoile au guide Michelin, il obtient la seconde en 1975 et de 1989 à 2002, il a trois étoiles Michelin, puis deux étoiles jusqu'en 2009,,
En 2009, le chef cuisinier Philippe Bohrer reprend le Crocodile, en 2015, il perd son étoile et le revend, la même année, à Cédric Moulot. Le restaurant Au Crocodile regagne sa première étoile au guide Michelin en 2016. il garde son étoile jusqu'à la fermeture du restaurant, en 2019.
En juin 2019, le restaurant ferme, et, après quatre mois de travaux et deux millions d'euros d'investissement, le restaurant rouvre ses portes le 23 janvier 2020, avec aux fourneaux, un jeune chef cuisinier de 34 ans, Romain Brillat,. En 2021, il regagne une première étoile au guide Michelin.

### Localisation
L'établissement se situe au no 10 de la rue de l'Outre à Strasbourg, cette petite rue piétonne débouche au nord de la Place Kléber.

### L’origine du nom
La légende raconte que le crocodile trônant aujourd'hui dans le restaurant est un trophée ramené de la Campagne d'Egypte par le capitaine Ackermann, aide de camp du Général Kléber. Il fait empailler l’animal, long de trois mètres, et, de retour au pays, il achète une vieille ferme au 10, rue de l'Outre à Strasbourg, la restaure, la transforme en estaminet, y expose le saurien et le baptise Au Crocodile[réf. souhaitée].

### Informations économiques
En 2018, le restaurant a réalisé un chiffre d'affaires de 2 442 600 € et dégagé un résultat net de 18 300 €.

### Le Crocodile à l'étranger
Le chef Michel Jacob, alsacien d'origine, en hommage à Émile Jung, a ouvert le restaurant Crocodile, à Vancouver au Canada.